# Fronteira Síria–Turquia
A fronteira entre a Síria e a Turquia é uma linha de 822 km de extensão, sentido oeste-leste, que separa o sul da Anatólia Oriental, Capadócia - Turquia do norte do território da Síria. No oeste se inicia no litoral nordeste do Mar Mediterrâneo, paralelo 36 N nas proximidades de Iskenderun. É atravessada pelo rio Orontes e vai para leste, passando nas proximidades do Curdistão Turco e da cidade síria de Al Quamishi até chegar à tríplice fronteira Síria-Turquia-Iraque.
Separa os governadorados sírios de Lataquia, Idlib, Alepo, Al Raqqah, Al Hasakah do sul de sete províncias (iller) da Turquia, desde Hakai no litoral leste até Hakkâri no extremo oeste.
A Síria era um posse do Império turco, cujo centro era a atual Turquia,  até o final da Primeira Grande Guerra em 1918. Com a derrota turca, o império se dissolve, daí surgindo vários países como a Síria, que foi domínio dos franceses até à independência em 1946.